# Prato Leventina
Prato is een plaats en voormalige gemeente in het Zwitserse kanton Ticino, en maakt deel uit van het district Leventina.
Prato telt 433 inwoners.

## Geschiedenis
Prato werd op 6 april 2025 opgenomen in de buurgemeente Quinto.